# Knobel (cráter)
Knobel es un cráter de impacto del planeta Marte situado a 6.6 norte y a 133.2 este. El impacto causó un boquete de 129 km de diámetro. El nombre fue aprobado en 1973 por la Unión Astronómica Internacional, en honor al astrónomo británico Edward B. Knobel.